# Хилогосон
Хилогосон (бур. Хёлго Үһан) — село в Хилокском районе Забайкальского края России. Административный центр Сельского поселения «Хилогосонское».

## География
Село находится в южной части района, на правом берегу реки Блудной, при автотрассе Р258, на расстоянии примерно 23 километров (по прямой) к юго-юго-западу (SSW) от города Хилок. Абсолютная высота — 853 метра над уровнем моря.
Климат
Климат характеризуется как резко континентальный, с продолжительной морозной зимой и коротким тёплым летом. Среднегодовая температура воздуха составляет −4,2 °С. Средняя многолетняя температура самого холодного месяца (января) составляет −27 — −25 °С (абсолютный минимум — −52 °С), температура самого тёплого (июля) — 16 — 17 °С (абсолютный максимум — 39 °С). Среднегодовое количество осадков — 439 мм.
Часовой пояс
Село Хилогосон находится в часовой зоне МСК+6. Смещение применяемого времени относительно UTC составляет +9:00.

## Население
| 2010 | 2021 |
| ---- | ---- |
| 206  | ↘176 |

Половой состав
По данным Всероссийской переписи населения 2010 года в гендерной структуре населения мужчины составляли 48,1 %, женщины — соответственно 51,9 %.
Национальный состав
Согласно результатам переписи 2002 года, в национальной структуре населения буряты составляли 64 % из 220 чел., русские — 34 %.